# Tablice rejestracyjne na Malcie

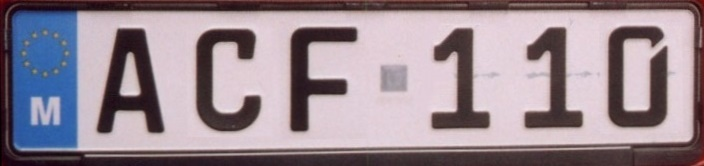
Maltańska tablica rejestracyjna samochodu osobowego

Maltańskie tablice rejestracyjne (obecne używane zostały wprowadzone w 1995 r.) składają się z sześciu znaków – trzech liter i trzech cyfr (ZZZ 999). Stanowi je czarny napis numeru rejestracyjnego (pisanego alfabetem łacińskim) na białym tle. Po lewej stronie znajduje się niebieskie pole (tzw. euroband) z flagą Unii Europejskiej, a pod nią wyróżnik kraju – M. Napisy na tablicach składane są czcionką FE-Schrift, używaną również w niemieckich tablicach rejestracyjnych.

## Specjalne tablice rejestracyjne

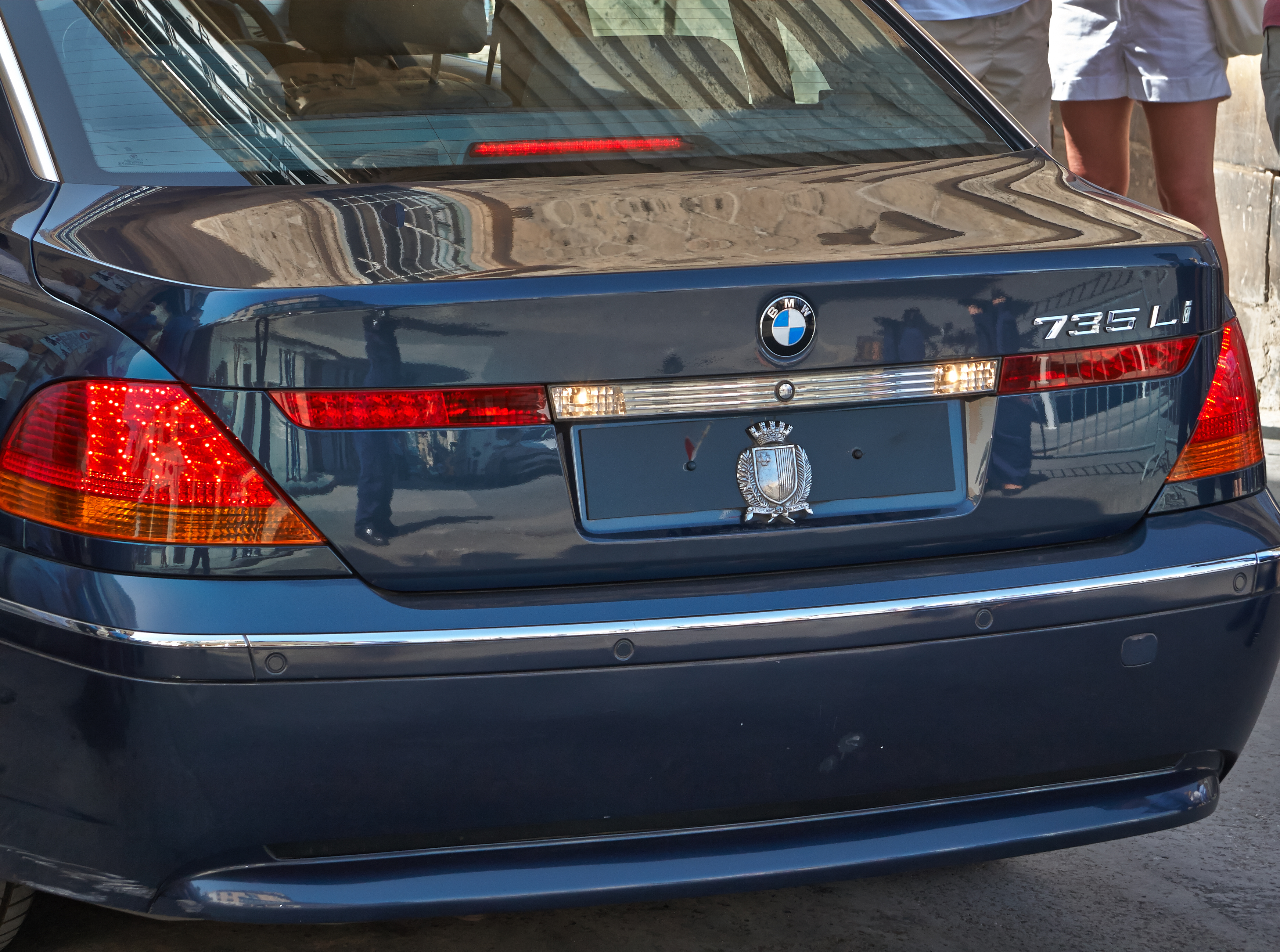
Herb Malty zamiast numerowej tablicy rejestracyjnej na samochodzie Prezydenta Malty

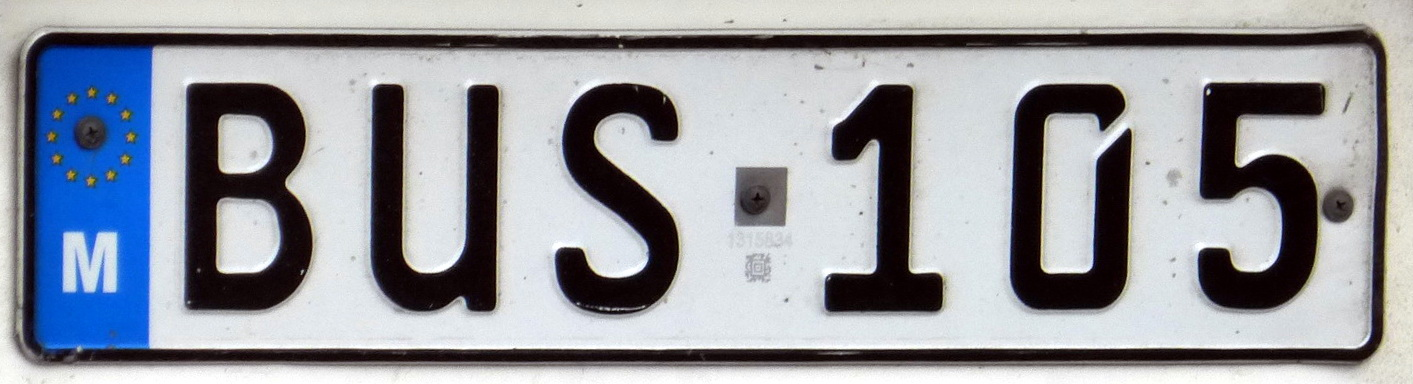
Tablica autobusu

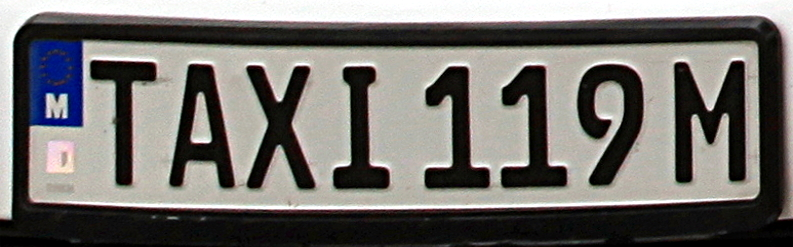
Tablica taksówki

- Wypożyczalnia samochodów: wszystkie kończą się na K (np. XXK 001)
- Samochody leasingowe: wszystkie kończą się na QZ (np. XQZ 001)
- Autokary / Mikrobusy: wszystkie kończą się na Y (np. XXY 001)
- Autobusy maltańskie (1995–2011) miały rejestracje z literami DBY, EBY i FBY (np. DBY 001, EBY 001, FBY 001)
- Autobusy firmy Arriva (od 3 lipca 2011) są zarejestrowane z literami BUS (np. BUS 001)
- Samochody rządowe: wszystkie zaczynają się od GV (np. GVX 001)
  - Samochody maltańskiej policji są zarejestrowane z literami GVP (np. GVP 001)
  - Pojazdy należące do Ministerstwa Zdrowia są zarejestrowane z literami GVH (np. GVH 001)
  - Pojazdy Sił Zbrojnych Malty używają liter GVA (np. GVA 001)
- Pojazdy korpusu dyplomatycznego posiadają CD jako dwie pierwsze litery (np. CDX 001)
- Tablice samochodów używanych przez parlamentarzystów posiadają litery GM oraz dwie cyfry (np. GM 01)
- Pojazdy prezydenta i biskupa są zwolnione z tablic i zamiast nich posiadają logo
- Taksówki posiadają litery TAXI i trzy cyfry oraz literę M – taksówki na wyspie Malta, lub G – taksówki na wyspie Gozo (np. TAXI 196M, TAXI 169G)

## Samochody prywatne

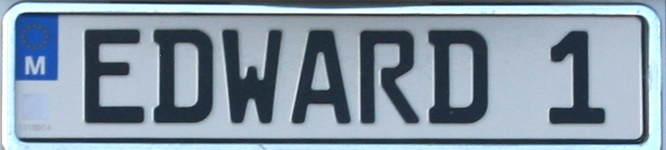
Spersonalizowana tablica rejestracyjna

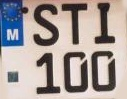
Motocyklowa tablica rejestracyjna

Tablice wszystkich prywatnych pojazdów są przydzielane losowo, z uwzględnieniem tego, że pierwsza litera wskazuje, w którym miesiącu należy zapłacić roczną opłatę podatku drogowego.
Poniższa tabela wskazuje litery przydzielone do poszczególnych miesięcy:
| Miesiąc     |   |   |   |
| ----------- | - | - | - |
| Styczeń     | A | M | Y |
| Luty        | B | N | Z |
| Marzec      | C | O |   |
| Kwiecień    | D | P |   |
| Maj         | E | Q |   |
| Czerwiec    | F | R |   |
| Lipiec      | G | S |   |
| Sierpień    | H | T |   |
| Wrzesień    | I | U |   |
| Październik | J | V |   |
| Listopad    | K | W |   |
| Grudzień    | L | X |   |

Litery druga i trzecia są znaczące na tablicach rejestracyjnych pojazdów usług publicznych, jak to pokazano poniżej:
| Rodzaj pojazdu                                                     | Druga litera | Trzecia litera |
| ------------------------------------------------------------------ | ------------ | -------------- |
| Autokary, pojazdy transportu pasażerskiego                         | P            | Y              |
| Samochody wynajmowane z garażu lub salonu sprzedaży                | L/G          | Y              |
| Samochody leasingowe                                               | Q            | Z              |
| Aprowizacja                                                        | H            | Q              |
| Samochody zarobkowe z max. 2 siedzeniami i całkowitą wagą do 3,5 t | G            | V              |
| Autobusy zabytkowe                                                 | X            | Y              |

Tablice rejestracyjne mogą być spersonalizowane na dwa sposoby:
- w formacie XXX999 (koszt 200 euro)
- dowolna kombinacja 1–8 znaków (koszt 1500 euro)

## Historia

### 1952–1979

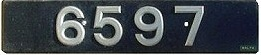
Tablica z czarnym tłem z lat 1952–1979

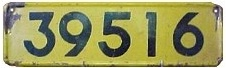
Tablica z żółtym tłem z lat 1952–1979

Od 1952 r. do 1979 r. wszystkie tablice rejestracyjne na Malcie miały format 99999 (5 cyfr). Do 1959 r. tablice z czerwonym kółkiem umożliwiały jeżdżenie po stolicy kraju – Valletcie. Tablice po 1979 r. miały 7 cyfr. Tablice specjalne:
- Samochody z wypożyczalni: tablice miały żółte tło
- Taksówki, busy, autokary: tablice miały czerwone tło, numer zaczynał się od TAXI (np. TAXI 001). Kiedy pula numerów się wyczerpała, po napisie TAXI zaczęto stosować 1 literę i dwie cyfry (np. TAXI A01)
- Prywatne samochody, skutery i motocykle: tylko cyfry na czarnym tle
- Samochody korpusu dyplomatycznego: litery CD (np. CD 1) na czarnym tle.

### 1979–1995

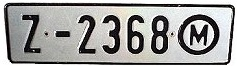
Tablica z lat 1979–1995

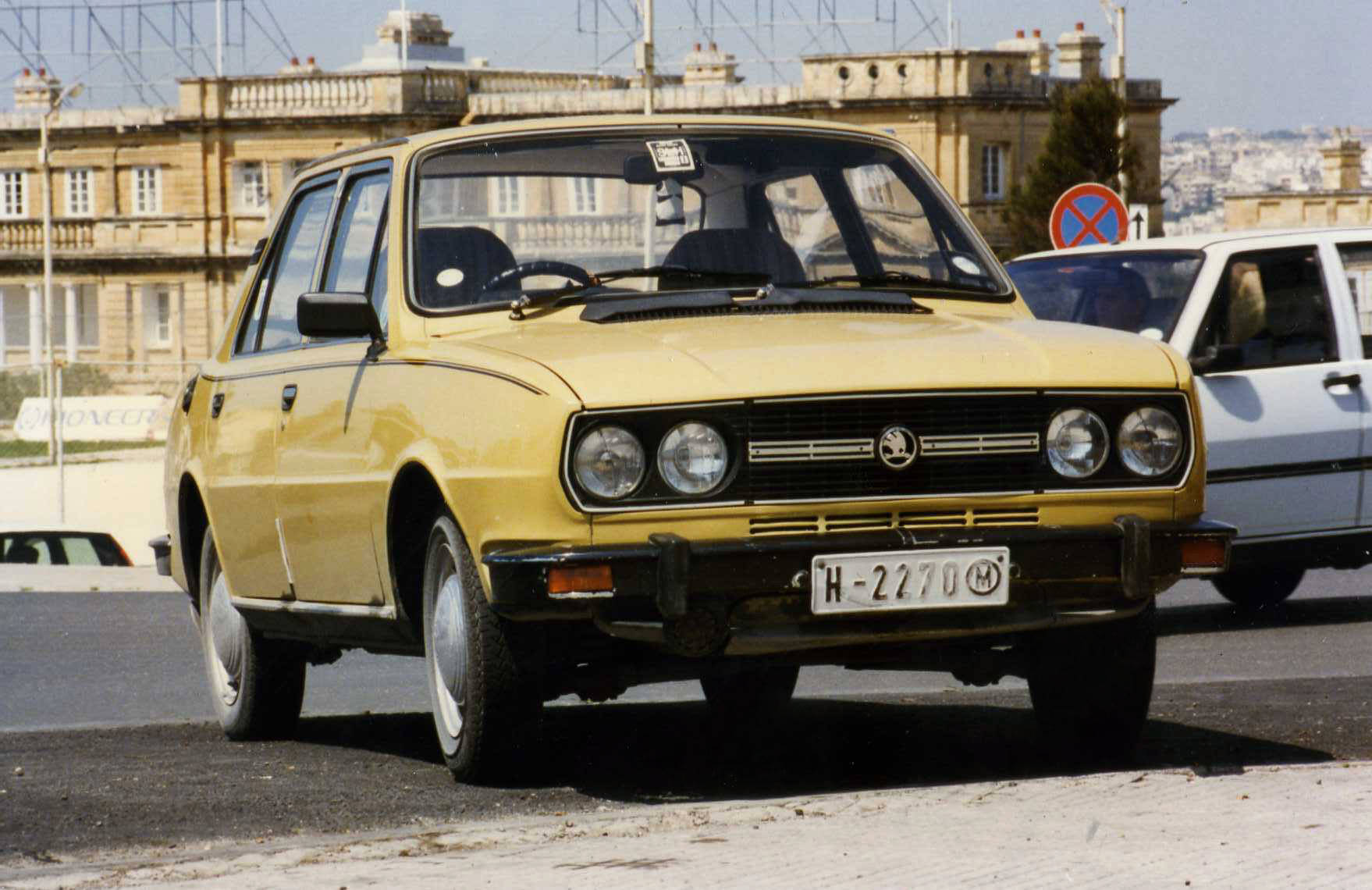
Škoda 130 ze starą rejestracją

Od 1979 r. do 1995 r. wszystkie tablice rejestracyjne na Malcie używały formatu Z-9999 (litera i cztery cyfry, z myślnikiem między literą a pierwszą cyfrą). Po prawej stronie była litera M (jak Malta) w kółku. Choć wszystkie znaki drukowane były w kolorze czarnym, kolor tła zależał od użytkowania pojazdu:
- Samochody z wypożyczalni: numery zaczynały się od X (np. X-0001), tablice miały żółte tło
- Taksówki, busy, minibusy, autobusy: numery zaczynały się od Y (np. Y-0001), tablice miały czerwone tło
- Samochody prywatne: losowo wybrana litera (każda oprócz M, Z, X, P oraz Q, np. A-0001), tablice miały białe tło
- Korpus dyplomatyczny: numery zaczynały się od Z (np. Z-0001), tablice miały białe tło
- Prywatne skutery i motocykle: numery zaczynały się od P lub Q (np. P-0001), tablice miały białe tło. W przeciwieństwie do obecnego systemu, tablice umieszczone były tak z przodu, jak i z tyłu.